# Brad Meester
Bradley Ryan Meester (* 23. März 1977 in Iowa Falls, Iowa) ist ein ehemaliger US-amerikanischer American-Football-Spieler auf der Position des Centers. Er spielte seine gesamte Karriere für die Jacksonville Jaguars in der National Football League (NFL).

## Frühe Jahre
Meester ging auf die Highschool in Parkersburg, Iowa. Später ging er auf die University of Northwestern Iowa.

## NFL
Meester wurde im NFL-Draft 2000 in der zweiten Runde an 60. Stelle von den Jacksonville Jaguars ausgewählt. In seinem ersten NFL-Jahr spielte er alle 16 Spiele als Starter. In seinen 14 Saisons für die Jaguars spielte er 209 Spiele, alle als Starter, was einen Franchise-Rekord darstellt. Am 18. Dezember 2013 gab er bekannt, dass er nach der Saison 2013 seine Karriere beendet. Im letzten Heimspiel seiner letzten Saison, gegen die Tennessee Titans fing er seinen ersten Pass in der NFL von Quarterback Chad Henne für 9 Yards. Zum 25-jährigen Jubiläum der Jaguars wurde Meester auf Platz 13 der 25 besten Jaguars-Spieler (Jaguars All-25) gewählt.

## Privates
Meester ist verheiratet und hat sechs Töchter.